# Adoptium
Adoptium (wym. ə'dɒptiəm, dawniej AdoptOpenJDK, również Eclipse Adoptium) – grupa robocza wspierająca środowisko programistów języka Java i udostępniająca darmowe środowiska uruchomieniowe Java dla różnych systemów.
Głównym celem Adoptium jest promowanie i wsparcie wolnych i otwartych środowisk wykonawczych i powiązanych technologii do użytku w całym ekosystemie Java. W tym celu grupa robocza Adoptium buduje i udostępni pliki binarne oparte na OpenJDK w ramach projektu Eclipse Temurin. Oprócz Temurin grupa tworzy otwarty zestaw testów dla plików binarnych opartych na OpenJDK w ramach projektu Eclipse AQAvit.

## Projekty

### Eclipse Temurin
Projekt Eclipse Temurin tworzy certyfikowaną, binarną kompilację OpenJDK nazywaną Temurin (wym. tɛmjərɪn). Oficjalnie pierwsza wersja pochodzi z października 2021 roku i obejmowała JDK w wersji 8, 11 i 17. Nazwa projektu, Temurin, jest anagramem słowa runtime.

### Eclipse AQAvit
W ramach projektu AQAvit grupa tworzy otwarty zestawy testów. AQAvit rozwijane jest jako Adoptium Quality Assurance (AQA), a „vit” ma oznaczać vitality (witalność i szybkość).
Testy dzielą się na parę grup:
- Testy regresywne OpenJDK;
- Testy systemowe i obciążenia;
- Testy zewnętrznych aplikacji;
- Testy wydajności i benchamrki;
- Testy jednostkowe i funkcjonalne;
- Testy TCK (Test Compatibility Kit).

## Historia
Eclipse Adoptium pierwotnie zaczęło się jako AdoptOpenJDK. Projekt AdoptOpenJDK został założony w 2017 roku żeby zapewniać otwarte i stabilne środowiska wykonawcze Java dla wielu platform.
W 2020 roku AdoptOpenJDK przeniósł się do projektu Eclipse Foundation pod nazwą Eclipse Adoptium.
Grupa robocza jako taka została utworzona w marcu 2021 roku przez Alibaba Cloud, Huawei, IBM, iJUG, Karakun AG, Microsoft, New Relic i Red Hat.
W maju 2022 roku projekt Adoptium ogłosił powstanie Adoptium Marketplace.

## Członkowie
Według stanu na październik 2022 grupa liczy 11 członków:
- Alibaba Cloud
- Azul Systems(inne języki)
- Bloomberg L.P.
- Google
- Huawei
- IBM
- iJUG
- Karakun AG
- Microsoft
- New Relic(inne języki)
- Red Hat